# Pęcław (gmina)
Pęcław (do 1954 gmina Białołęka) – gmina wiejska w województwie dolnośląskim, w powiecie głogowskim. W latach 1975–1998 gmina położona była w województwie legnickim.
Siedziba władz gminy to Pęcław.
Według danych z 31 grudnia 2015 gminę zamieszkiwało 2281 osób. Natomiast według danych z 30 czerwca 2020 roku gminę zamieszkiwało 2241 osób.

## Struktura powierzchni
Według danych z roku 2002 gmina Pęcław ma obszar 64,13 km², w tym:
- użytki rolne: 74%
- użytki leśne: 9%

Gmina stanowi 14,47% powierzchni powiatu.

## Demografia

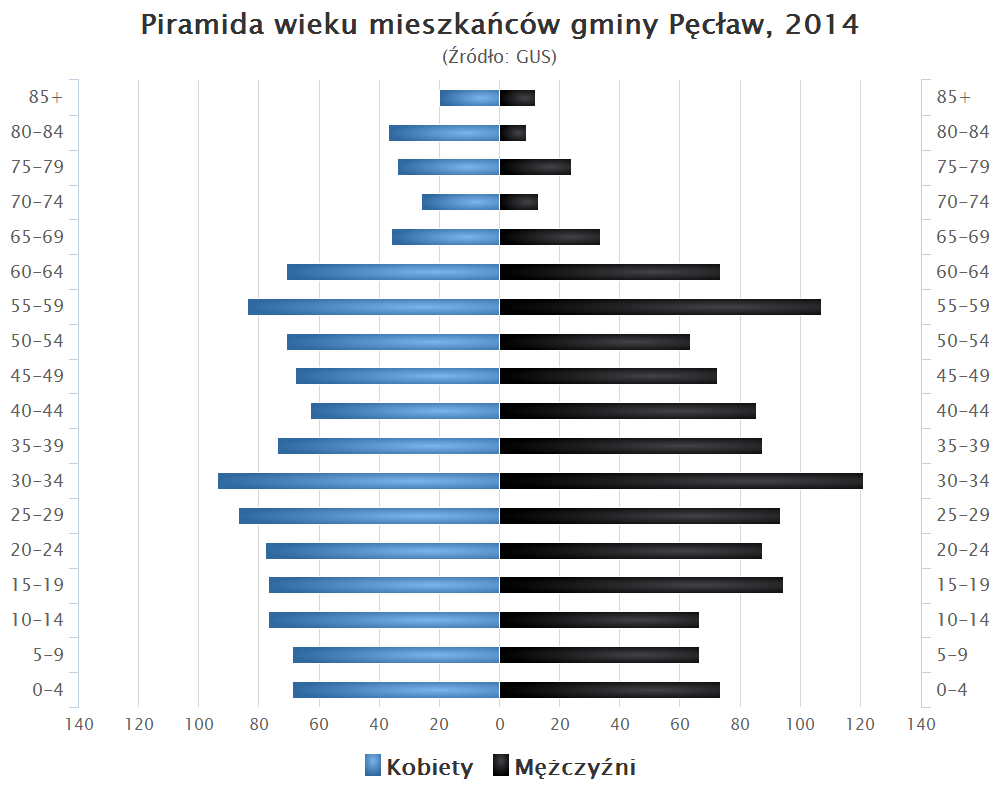
Piramida wieku mieszkańców gminy Pęcław w 2014 roku

Dane z 30 czerwca 2004:
| Opis                              | Ogółem | Ogółem | Kobiety | Kobiety | Mężczyźni | Mężczyźni |
| --------------------------------- | ------ | ------ | ------- | ------- | --------- | --------- |
| jednostka                         | osób   | %      | osób    | %       | osób      | %         |
| populacja                         | 2305   | 100    | 1121    | 48,6    | 1184      | 51,4      |
| gęstość zaludnienia (mieszk./km²) | 35,9   | 35,9   | 17,5    | 17,5    | 18,5      | 18,5      |

## Wójtowie gminy
- Marek Sadowski
- Artur Jurkowski (2006-2024)

## Sołectwa
Białołęka, Droglowice, Kotowice, Leszkowice, Pęcław, Piersna, Wierzchownia, Wietszyce, Wojszyn.

## Pozostałe miejscowości
Borków, Golkowice, Kaczyce, Mileszyn, Turów

## Sąsiednie gminy
Głogów (gmina wiejska), Grębocice, Niechlów, Rudna, Szlichtyngowa